# Patovesi
Patovesi är en sjö i kommunen Vesanto i landskapet Norra Savolax i Finland. Sjön ligger 100,9 meter över havet. Den är 7,58 meter djup. Arean är 1,06 kvadratkilometer och strandlinjen är 14,37 kilometer lång. Sjön  ingår i Kymmene älvs huvudavrinningsområde.   Den ligger omkring 55 kilometer väster om Kuopio och omkring 310 kilometer norr om Helsingfors. 
I sjön finns ön Syväsaari. 